# Phoebe puwenensis
Phoebe puwenensis är en lagerväxtart som beskrevs av Cheng. Phoebe puwenensis ingår i släktet Phoebe och familjen lagerväxter. Inga underarter finns listade i Catalogue of Life.